# Croton stanneum
Espèce
Classification APG II (2003)
Croton stanneum est une espèce de plantes à fleurs du genre Croton et de la famille des Euphorbiaceae, présente à Madagascar.